# José Juan Arrom
José Juan Arrom (Holguín -Cuba-, 28 de febrero de 1910 - Massachusetts -Estados Unidos-, 12 de abril de 2007) fue un filólogo cubano-estadounidense. Se le considera una autoridad en los estudios culturales hispanoamericanos, y un pionero en dar forma a ese campo de estudio en Estados Unidos, en una época en que los departamentos de español de las universidades estaban centrados en la España peninsular. Fueron particularmente importantes sus estudios del teatro hispanamericano, la cultura y lexicología cubana y los mitos precolombinos del Caribe. Fue profesor de Latin American Literature en la Universidad de Yale unos cuarenta años.

## Biografía
Nació en la ciudad cubana de Holguín, de una madre cubana y un padre mallorquín. Creció en la pequeña ciudad de Mayarí, donde su padre tenía un comercio. Tras emigrar a los Estados Unidos en 1932, cursó estudios en Mount Herman School -Northfield (Massachusetts)-. En 1934 ingresó en la Universidad de Yale, en la que obtuvo tres grados: B.A. (1937), M.A. (1940) y Ph.D. (1941). Fue uno de los primeros latinoamericanos en obtener un doctorado en una universidad estadounidense. En 1947 se casó con Silvia Ravelo (quien provenía de Santiago de Cuba). Vivieron en New Haven (Connecticut) y tuvieron dos hijos, José Orlando Arrom y Silvia Marina Arrom.

## Carrera
Arrom desarrolló toda su carrera docente en Yale. Además de dar cursos de literatura latinoamericana, sirvió como director de graduate studies in Spanish desde 1952 hasta 1968. También ayudó a formar la Latin American Collection of the Yale University Library, en la que sirvió como curator desde 1942 hasta 1962. Se jubiló, con el cargo de Professor Emeritus, en 1976. Rolena Adorno le consideró como "uno de los verdaderos fundadores" del Department of Spanish and Portuguese de Yale, explicando que "sus contribuciones a la historia de la literatura latinoamericna forman parte del registro permanente del desarrollo de nuestra disciplina."

## Obras
Arrom escribió más de una docena de libros y muchos artículos académicos sobre una gran variedad de temas y periodos. Sus obras más famosas son Esquema generacional de las letras hispanoamericanas (1963) e Hispanoamérica: panorama contemporáneo de su cultura (1969); y entre otras grandes aportaciones, Certidumbre de América (1971). Editó dos textos relativos a la Conquista española de América: la Historia de la invención de las Indias de Fernán Pérez de Oliva  (1965), y Account of the Antiquities of the Indians de Ramón Pané (el único de sus libros traducido al inglés, 1999). Sus estudios de la Virgen de la Caridad del Cobre y del origen y significado del término "criollo" se han convertido en clásicos y muchas veces reimpresos. También es autor de la sección de teatro hispanoamericano para el Handbook of Latin American Studies desde 1948 hasta 1955. Su última publicación, De donde crecen las palmas (2005), es una colección que acompaña algunos de sus ensayos académicos con sus memorias (Recuerdos de un niño de Mayarí que viajó a la región de las nieves). Jorge Ulloa Hung y Julio Corbea Calzado escribieron José Juan Arrom  y la búsqueda de nuestras raíces (2011), donde rinden tributo a las contribuciones de Arrom como crítico, ensayista e investigador.
En 1979, cuando recibió un promio delHispanic Caucus del Congreso de Estados Unidos, Georgette M. Dorn, de la Biblioteca del Congreso, le grabó una entrevista para el Library's Archive of Hispanic Literature on Tape.
En marzo de 1997, Arrom organizó una exposición en El Museo del Barrio junto con Ricardo E. Alegría y Dicey Taylor. Taíno: Pre-Columbian Art and Culture from the Caribbean fue la primera presentación retrospectiva de las obras taínas en Estados Unidos. Holland Cotter la consideró "tanto un hito de logros académicos como una remarcable experiencia visual".

## Premios y distinciones
Arrom fue galardonado con muchas membresías honoríficas a distintas instituciones, incluyendo la Connecticut Academy of Arts and Sciences, el Ateneo Americano (Washington D. C.), el Instituto de Historia del Teatro Americano (Buenos Aires), la Unión de Escritores y Artistas de Cuba y la Asociación de Lingüistas de Cuba. Fue miembro de número de la Academia Norteamericana de la Lengua Española. Entre otros premios y distinciones, están:
- 1938 - Hijo Ilustre de Mayarí, Cuba
- 1979 - Premio Ollantay for research in Latin American Theater, Venezuela
- 1979 - Diploma of Appreciation for Contribution to Hispanic Scholarship in America, Congressional Hispanic Caucus and National Endowment for the Humanities, U.S.
- 1982 - Profesor Honoris Causa en Letras y Artes, Universidad de la Habana, Cuba
- 1982 - Medalla Alejo Carpentier, Cuba
- 1983 - Orden Félix Varela, Primer Grado, Cuba
- 1989 - Medalla Haydée Santamaría, Casa de las Américas, Cuba
- 1991 - Orden Sol de Carabobo, Grado de Gran Oficial, Universidad de Carabobo, Venezuela
- 1994 - Doctor honoris causa en Filosofía y Letras, Centro de Estudios Avanzados de Puerto Rico y el Caribe, Puerto Rico

## Publicaciones

### Libros
Se indica la primera edición
- Historia de la literatura dramática cubana (1944)
- Estudios de literatura hispanoamericana (1950)
- Historia del teatro hispanoamericano: época colonial (1956)
- Certidumbre de America: Estudios de letras, folklore y cultura (1959)
- Esquema generacional de las letras hispanoamericanas: Estudio de un método (1963)
- Hispanoamérica: panorama contemporáneo de su cultura (1969)
- Mitología y artes prehispánicas de las Antillas (1975)
- Estudios de lexicología antillana (1980)
- En el fiel de América. Estudios de literatura hispanoamericana (1985)
- El murciélago y la lechuza en la cultura taína, edited with Manuel A. García Arévalo (1988)
- Imaginación del Nuevo Mundo: Diez estudios sobre los inicios de la narrativa hispanoamericana (1991)
- De donde crecen las palmas, with Silvia Marina Arrom and Judith A. Weiss (2005)

### Ediciones críticas (con introducción y notas de Arrom)
- Santiago de Pita, El Príncipe jardinero y fingido cloridiano, comedia sin fama del capitán don Santiago de Pita, natural de La Habana (1951)
- Hernán Pérez de Oliva, Historia de la invención de las Indias (1965)
- Ramón Pané, Relación acerca de las antigüedades de los indios. El primer tratado escrito en América (1974)
- Tres piezas teatrales del Virreinato, with José Rojas Garcidueñas ( 1976)
- José de Acosta, Peregrinación de don Bartolomé Lorenzo (1982)
- Ramón Pané, An Account of the Antiquities of the Indians: Chronicles of the New World Encounter (1999)

### Selección de artículos
- “Poesía afrocubana,” Revista Iberoamericana, IV (1942), 379-411.
- “El teatro de José Antonio Ramos,” Revista Iberoamericana, XII, 24 (1947), 263-271.
- “Criollo: definición y matices de un concepto,” in Certidumbre de América: Estudios de Letras, Folklore y Cultura (1959), 9-26.
- “Raíz popular de los ‘Versos Sencillos’ de José Martí,” in Antología Crítica de José Martí, ed. Manuel Pedro González (1960), 411-426.
- “La Virgen del Cobre: historia, leyenda y símbolo sincrético,” in Certidumbre de América: Estudios de letras, folklore y cultura, 2d ed. (1971), 184-214.
- “Lo tradicional cubano en el mundo novelístico de José Lezama Lima,” Revista Iberoamericana, 92-93 (1975), 469-477.
- “Bartolomé de las Casas, iniciador de la narrativa de protesta,” Revista de Crítica Literaria Latinoamericana, VII, 16 (1982), 27-39.
- “The Taínos: Principal Inhabitants of Columbus’ Indies,” with Irving Rouse, in Circa 1492: Art in the Age of Exploration, ed. Jay A. Levenson (1991), 509-513.
- “Las primeras imágenes opuestas y el debate sobre la dignidad del indio,” in De palabra y obra en el Nuevo Mundo, ed. Miguel León-Portilla et al. (1992), vol. 1, 63-85.
- “En demanda de Cathay: lo real y lo imaginario en el Diario del primer viaje de Colón,” Boletín de la Academia Norteamericana de la Lengua Española, 8 (1992), 9-23.
- “Fray Ramón Pané, Discoverer of the Taíno People,” in Amerindian Images and the Legacy of Columbus, ed. René Jara and Nicholas Spadaccini (1992), 266-290.
- “The Creation Myths of the Taíno,” in Fátima Bercht and Estrellita Brodsky, eds., Taíno: Pre-columbian Art and Culture from the Caribbean (1998), 68-79.